# Surab Chisanischwili
Surab Chisanischwili (georgisch ზურაბ ხიზანიშვილი; englisch Zurab Khizanishvili; * 6. Oktober 1981 in Tiflis, Georgische SSR, Sowjetunion) ist ein ehemaliger georgischer Fußballnationalspieler. Er stand zuletzt bei Inter Baku unter Vertrag.

## Karriere
Seine fußballerische Laufbahn begann er bei Dinamo Tiflis und wechselte später über Merani-91 Tiflis (heute „FC Tiflis“) zu Lokomotive Tiflis. Dort erhielt er Angebote mehrerer englischer Vereine, sein Klub erhob eine Ablöseforderung von 5 Millionen Pfund Sterling.
Erst nach Einschaltung der FIFA erfolgte im März 2001 ein Wechsel zum schottischen Klub FC Dundee. Nach zwei Spielzeiten am Dens Park geriet der Verein 2003 in eine Finanzkrise und Alex McLeish, der Manager der Glasgow Rangers, holte den Verteidiger nach Glasgow. In seiner ersten Saison bei den Rangers kam er auf über 35 Einsätze, fiel dann aber nach und nach in die zweite Garnitur zurück. Am 31. August 2005 wurde er an die Blackburn Rovers in die englische Premier League ausgeliehen. Am 10. April 2006 unterschrieb er dort einen Vertrag. Nach zahlreichen Leihstationen wechselte er im Sommer 2011 in die Türkei zu Kayserispor. Nach drei Jahren verließ er diesen zentral-anatolischen Klub wieder. 2017 beendete er seine Karriere in Aserbaidschan.

### Nationalmannschaft
Chisanischwili war von 1999 bis 2015 Teil der Nationalmannschaft Georgiens und kam für diese regelmäßig zum Einsatz.